# صلیبیون گردستاره‌ای
صلیبیون گَردستاره‌ای (スターダストクルセイダース Sutādasuto Kuruseidāsu) سومین کمان داستانی از مجموعه مانگای ماجراجویی عجیب و غریب جوجو است که توسط هیروهیکو آراکی نوشته و تصویرگری شده‌است. این کمان برای کمی بیش از ۳ سال مجموعیده‌شد (به انگلیسی: serialized). از ۳ آوریل ۱۹۸۹ تا ۲۷ آوریل ۱۹۹۲ در هفته‌نامه شونن جامپ شوئیشا به‌صورت مجموعه‌ای در ۱۵۲ فصل منتشرشد که بعداً در ۱۶ جلد تانکوبون جمع‌آوری شد. در انتشار اولیه خود، به عنوان ماجراجویی عجیب جوجو قسمت ۳ جوتارو کوجو: میراثی برای آینده (ジョジョの奇妙な冒険 第三部 空条承太郎 ―未来への遺産― JoJo no Kimyō na Bōken Dai San Bu Kūjō Jōtarō -Mirai e no Isan-) شناخته می‌شد. پیش از این کمان گرایش به نبرد و پس از آن الماس شکست‌ناپذیر ساخته شد.
داستان مدت‌ها پس از وقایع گرایش به نبرد روایت می‌شود و به دنبال نوه جوزف جوستار، جوتارو کوجو، یک مجرم دبیرستانی ژاپنی است که استند خود، ستاره پلاتینی (به انگلیسی: Star Platinum) را بیدار می‌کند. در کنار پدربزرگش و سایر کاربران استند، آنها وظیفه دارند به سفری به قاهره، مصر بروند تا دیو را شکست دهند، که معلوم می‌شود زنده است و به دنبال انتقام از خانواده جوستار است.
در سال ۲۰۱۲، صلیبیون گردستاره‌ای به‌صورت دیجیتالی رنگی شد و به عنوان دانلود دیجیتال برای گوشی‌های هوشمند و رایانه‌های تبلت منتشرشد. بازنشر ده جلدی با جلد گالینگور تحت عنوان جوجونیوم  درسال ۲۰۱۴ و ۲۰۱۵ منتشرشد ویز مدیا ابتدا قالب شانزده جلدی این کمان را بین سال‌های ۲۰۰۵ تا ۲۰۱۰ در آمریکای شمالی منتشرکرد. آنها قالب گالینگور آن را از سال ۲۰۱۶ تا ۲۰۱۹ منتشر کردند
این یکی از محبوب‌ترین قسمت‌های سری ماجراجویی عجیب و غریب جوجو است زیرا مخاطب را با مفهوم استندها آشنا کرد که آن را از پیشینیان خود متمایزکرد. این محبوبیت بعداً باعث ایجاد بازی‌های ویدیویی، مجموعه‌ای سی‌دی درام سه جلدی، دو رمان و دو سری اووی‌ای از این کمان شد. یک انیمه اقتباسی تلویزیونی توسط دیوید پروداکشن، ماجراجویی عجیب و غریب جوجو: صلیبیون گردستاره‌ای، بین آوریل ۲۰۱۴ و ژوئن ۲۰۱۵ در ژاپن پخش شد
صلیبیون گردستاره‌ای همچنین به‌عنوان تنها کمان این مجموعه که قبل از انتشار مجموعه انیمیشن توسط تولید دیوید درسال ۲۰۱۲، به‌خاطر مجموعه اووی‌ای درسال ۱۹۹۳، بازی ویدیویی ۱۹۹۹ و انتشار انگلیسی مانگا در ۲۰۰۵–۲۰۱۰ در معرض دید چشمگیر غرب قرار گرفت.

## استقبال
در نظرسنجی سال ۲۰۱۸ از ۱۷۰۰۰ طرفدار ماجراجویی عجیب و غریب جوجو، صلیبیون گردستاره‌ای با ۱۷٫۳ درصد آرا به عنوان سومین کمان داستان مورد علاقه انتخاب شد. نبرد آن بین جوتارو و دیو به عنوان مبارزه مورد علاقه سریال انتخاب شد.
در بررسی Stardust Crusaders برای شبکه خبری انیمه، ربکا سیلورمن از دیدن تیم جوزف در قسمت ۲ با قهرمان جدید جوتارو لذت برد و تحت تأثیر قرار گرفت که کمانی توانست دیو را به‌طور کامل از قسمت ۲ دور نگه دارد و فقط او را برای قسمت ۳ بازگرداند او در ابتدا جایگزینی هامون با استندها را هم قابل درک و هم کمی ناامیدکننده خواند، زیرا «توانایی‌های جسمی دیوانه‌کننده و کج‌وکُلِه» ناشی از اولی منبع بزرگی از سرگرمی در دو قسمت اول بود. با این حال، سیلورمن در بررسی‌های بعدی نبردهای استند را هیجان انگیز و خلاقانه توصیف کرد.